# Corneille Rodolphe Théodore Krayenhoff
Corneille Rodolphe Theodore Krayenhoff, né le 2 juin 1758 à Nimègue (Provinces-Unies), mort le 24 novembre 1840 à Nimègue (Pays-Bas), est un général néerlandais de la Révolution et de l’Empire.

## Carrière militaire

### Au service de la France
En 1794, il est affecté à l’armée du Nord, et il est nommé lieutenant-colonel le 23 juillet 1795, dans la république Batave. Directeur de fortification le 14 janvier 1796, il prend le commandement du génie des troupes bataves en 1799. Il est blessé le 27 août 1799 pendant la campagne de Hollande.
Le 28 mars 1806, il passe colonel directeur de l’ingénierie, et le 6 juillet il prend la fonction d’aide de camp du roi de Hollande Louis Bonaparte. Le 18 juillet 1806, il est directeur général du dépôt de la guerre, et le 5 septembre il est désigné membre du comité de réorganisation du génie et de l’artillerie. Il est fait chevalier de l’ordre royal du Mérite le 1er janvier 1807, et commandeur le 16 février suivant.
Il est promu général de brigade le 2 décembre 1807 au royaume de Hollande, et le 29 mai il passe inspecteur général du génie et de l’artillerie. Il est admis à l’Académie royale des sciences et des arts le 4 mai 1808, et président du comité de l’artillerie et du génie le 23 mai suivant. Le 8 juin 1809, il est nommé ministre de la Guerre, poste qu’il occupe jusqu’au 3 mars 1810, et le 8 mars suivant il redevient inspecteur général du génie.
Le 21 septembre 1810, il rejoint la France en tant que général de brigade, et le 11 novembre 1810, il est inspecteur général du génie dans l’armée française. Le 4 février 1811, il devient membre du comité central des voies navigables, et le 21 décembre suivant, membre du comité des fortifications à Paris. Le 1er mai 1812, il est fait commandeur de l’ordre de la Réunion, et il est chargé d’une mission de contrôle des voies de navigation en Hollande. Il est nommé chevalier de la Légion d’honneur le 7 mai 1812.
Il démissionne du service français le 20 novembre 1813.

### Au service du royaume uni des Pays-Bas
Réadmis dans les forces armées du royaume uni des Pays-Bas, il devient gouverneur intérimaire d’Amsterdam, et commandant de la forteresse de Naarden le 25 novembre 1813.
Le 12 mai 1814, il fait partie des membres chargés de la réorganisation de l’armée néerlandaise. Il dirige par la suite la création et la rénovation des ouvrages de la barrière Wellington.

## Sources
- Notices d'autorité :   - VIAF
  - ISNI
  - BnF (données)
  - IdRef
  - LCCN
  - GND
  - Belgique
  - Pays-Bas
  - NUKAT
- (en) « Generals Who Served in the French Army during the Period 1789 - 1814: Eberle to Exelmans »
- Thierry Pouliquen, « Les généraux français et étrangers ayant servis [sic] dans la Grande Armée » (consulté le 10 février 2014)
- « Cote LH/1408/44 », base Léonore, ministère français de la Culture
- (pl) « Napoléon.org.pl »